# Корејовце
Корејовце (слч. Korejovce) насељено је мјесто са административним статусом сеоске општине (слч. obec) у округу Свидњик, у Прешовском крају, Словачка Република.

## Становништво
| Година:    | 1994. | 2004. | 2014.    | 2024.    |
| ---------- | ----- | ----- | -------- | -------- |
| Број људи: | 66    | 66    | 79       | 69       |
| Разлика:   |       | +0 %  | +19,69 % | -12,65 % |

| Година:    | 2023. | 2024.   |
| ---------- | ----- | ------- |
| Број људи: | 71    | 69      |
| Разлика:   |       | -2,81 % |

Према подацима о броју становника из 2024. године насеље је имало 69 становника.